# Carey Hayes
Carey Hayes (Portland, 21 de abril de 1961) é um roteirista e produtor americano. Ele é o irmão gêmeo de Chad Hayes. Eles são parceiros nos negócios e escrevem a maioria de seus trabalhos em conjunto.
Ele escreveu episódios de Baywatch e Baywatch Nights, além de escrever e coproduzir o programa de TV The Crow: Stairway to Heaven.

## Filmografia

### Escritor
- Booker (1989) (TV)
- The Dark Side of the Moon (1990)
- Down, Out & Dangerous (1995) (TV) escritor
- Twisted Desire (1996) (TV) escritor; como Carey W. Hayes
- Crowned and Dangerous (1997) (TV) escritor; como Carey W. Hayes
- Baywatch (1 episode, 1999)
- First Daughter (1999) (TV) escritor; como Carey W. Hayes
- Horse Sense (1999) (TV) escritor; como Carey W. Hayes
- Shutterspeed (2000) (TV)
- Mysterious Ways (2000) (TV)
- First Target (2000) (TV) escritor; como Carey W. Hayes
- Jumping Ship (2001) (TV) escritor; como Carey W. Hayes
- Invincible (2001) (TV) escritor; como Carey W. Hayes
- First Shot (2002) (TV) escritor; como Carey W. Hayes
- House of Wax (2005) roteirista; como Carey W. Hayes
- The Reaping (2007) roteirista; como Carey W. Hayes
- The Conjuring (2012) roteirista; como Carey W. Hayes
- The Conjuring 2 (2016) roteirista
- Journey 3: From the Earth to the Moon (por anunciar) roteirista

### Produtor
- The Crow: Stairway to Heaven (1998) TV co-produtor
- First Daughter (1999) (TV) co-produtor; como Carey W. Hayes
- Horse Sense (1999) (TV) produtor executivo; como  Carey W. Hayes
- First Target (2000) (TV) produtor supervisor; como  Carey W. Hayes
- Jumping Ship (2001) (TV) produtor executivo; como  Carey W. Hayes
- First Shot (2002) (TV) produtor supervisor; como  Carey W. Hayes
- Marple: The Sittaford Mystery (2006) (TV) produtor supervisor

### Ator
- Rad (1986) .... Rod Reynolds[1]